# 定岡徹久
定岡 徹久（さだおか てつひさ、1960年7月23日 - ）は、鹿児島県鹿児島市出身の元プロ野球選手、俳優。
定岡三兄弟の三男で、長兄は元南海の定岡智秋、次兄は元巨人の定岡正二。元楽天の定岡卓摩は甥。妻は元女優の斉藤浩子。

## 来歴・人物
鹿児島実業高では2年生エース鹿島忠を擁し、1978年夏の甲子園に出場するが、1回戦で静岡高に3-4で惜敗。高校の1学年下には鹿島の他、二塁手の栄村忠広がいた。
高校卒業後は専修大学へ進学。東都大学野球リーグでは1年生の春に最下位となり、二部リーグ落ちも経験するが、一部リーグで2回優勝。1981年の明治神宮大会では、1学年上の山沖之彦の好投もあり決勝に進出するが、西田真二や小早川毅彦（いずれもプロで同僚）らを擁する法大に敗退した。リーグ通算69試合出場、259打数62安打、打率.239、6本塁打、34打点。
1982年のプロ野球ドラフト会議で大学の先輩である古葉竹識監督率いる広島東洋カープから3位指名を受け入団。
クリーンアップを期待されながらレギュラー定着は出来ず、1988年6月に金銭トレードで日本ハムファイターズへ。しかし、移籍後もレギュラー定着には至らずに1990年限りで現役を引退。
引退時にはスカウトの話もあったようだが、元女優の妻・斉藤浩子のかつての所属事務所でもあった研音に所属し、テツ定岡という芸名でタレントに転身。1990年代に活躍した。
その後、東京・代官山で輸入メガネの店『アバーロ』の店長を務める。その後、2011年6月に自由が丘にメガネショップ『Arcana（アルカナ）』をオープンするが、2013年末に閉店した。
2013年には江戸川区球場で開催された「2013 アジアろう野球シリーズ」にて日本代表監督を務めた。その後、兄の智秋がコーチを歴任した九州総合スポーツカレッジ野球部監督となり、2021年からはコーチを務めている。

## 人物・エピソード
- のちに妻となる斉藤との出会いは兄・正二のデートにカモフラージュで同伴させられ、正二の相手の女性が連れてきたカモフラージュの女性だったのが斉藤だったことからである。

## 詳細情報

### 年度別打撃成績
| 年 度     | 球 団     | 試 合 | 打 席 | 打 数 | 得 点 | 安 打 | 二 塁 打 | 三 塁 打 | 本 塁 打 | 塁 打 | 打 点 | 盗 塁 | 盗 塁 死 | 犠 打 | 犠 飛 | 四 球 | 敬 遠 | 死 球 | 三 振 | 併 殺 打 | 打 率 | 出 塁 率 | 長 打 率 | O P S |
| --------- | --------- | ----- | ----- | ----- | ----- | ----- | -------- | -------- | -------- | ----- | ----- | ----- | -------- | ----- | ----- | ----- | ----- | ----- | ----- | -------- | ----- | -------- | -------- | ----- |
| 1983      | 広島      | 10    | 9     | 8     | 2     | 0     | 0        | 0        | 0        | 0     | 0     | 1     | 0        | 1     | 0     | 0     | 0     | 0     | 2     | 0        | .000  | .000     | .000     | .000  |
| 1984      | 広島      | 18    | 18    | 16    | 2     | 2     | 1        | 0        | 0        | 3     | 0     | 2     | 1        | 1     | 0     | 1     | 0     | 0     | 4     | 0        | .125  | .176     | .188     | .364  |
| 1986      | 広島      | 8     | 2     | 2     | 0     | 1     | 0        | 0        | 0        | 1     | 2     | 1     | 0        | 0     | 0     | 0     | 0     | 0     | 0     | 0        | .500  | .500     | .500     | 1.000 |
| 1988      | 日本ハム  | 3     | 0     | 0     | 0     | 0     | 0        | 0        | 0        | 0     | 0     | 0     | 0        | 0     | 0     | 0     | 0     | 0     | 0     | 0        | ----  | ----     | ----     | ----  |
| 1989      | 日本ハム  | 5     | 2     | 2     | 0     | 0     | 0        | 0        | 0        | 0     | 0     | 0     | 0        | 0     | 0     | 0     | 0     | 0     | 1     | 0        | .000  | .000     | .000     | .000  |
| 通算：5年 | 通算：5年 | 44    | 31    | 28    | 4     | 3     | 1        | 0        | 0        | 4     | 2     | 4     | 1        | 2     | 0     | 1     | 0     | 0     | 7     | 0        | .107  | .138     | .143     | .281  |

### 記録
- 初出場・初先発出場：1983年4月20日、対読売ジャイアンツ1回戦（平和台球場）、7番・中堅手として先発出場
- 初安打：1984年5月6日、対読売ジャイアンツ5回戦（後楽園球場）、8回表に津田恒美の代打として出場、鹿取義隆から
- 初打点：1986年9月7日、対ヤクルトスワローズ22回戦（明治神宮野球場）、9回表に宮本賢治から2点適時打

※実兄・正二と兄弟対決：1983年4月21日、対読売ジャイアンツ2回戦（平和台球場）、結果は2打数0安打

### 背番号
- 5 （1983年 - 1987年）
- 25 （1988年 - 1988年途中）
- 59 （1988年途中 - 1990年）

## 出演

### ドラマ
- 世にも奇妙な物語「ライバル」（1991年4月18日、フジテレビ）
- 外科病棟女医の事件ファイル（1991年、テレビ朝日） - 石田刑事 役
- 月曜・女のサスペンス「仙台七夕 幻の女」（1991年8月5日、テレビ東京）
- 月曜ドラマスペシャル「三浦海岸魚河岸物語」（1991年10月21日、TBS）
- 火曜サスペンス劇場「女動物医事件簿3・人見知りする犬」（1991年12月17日、日本テレビ） - 西岡刑事 役
- ドラマシティ'92「愛は仁義」（1992年4月9日、読売テレビ）
- 悪女（1992年、読売テレビ） - 塚本 役
- ドラマシティ'93「おっとあぶない!外伝」（1993年2月18日、読売テレビ）
- 土曜ワイド劇場「山手線 五・八キロの証言」（1993年7月24日、テレビ朝日） - 香月修 役
- 大人のキス（1993年、日本テレビ）
- 愛と疑惑のサスペンス「レベル7 -空白の90日-」（1994年3月28日、関西テレビ）

### バラエティ
- とんねるずの生でダラダラいかせて!!（日本テレビ系）